# Fiú 50 méteres hátúszás a 2010. évi nyári ifjúsági olimpiai játékokon
A 2010. évi nyári ifjúsági olimpiai játékokon az úszás fiú 50 méteres hátúszás versenyszámát augusztus 17. és augusztus 18. között rendezték meg a Singapore Sports Schoolban.

## Elődöntő

### 1. futam
| H  | P | Név                            | Nemzet             | Idő   | Mj |
| -- | - | ------------------------------ | ------------------ | ----- | -- |
| 1. | 6 | Christian Homer                | Trinidad és Tobago | 26.31 | Q  |
| 2. | 4 | Abdullah Altuwaini             | Kuvait             | 26.62 | Q  |
| 2. | 8 | Alexis Manacas da Silva Santos | Portugália         | 26.62 | Q  |
| 4. | 5 | Max Ackermann                  | Ausztrália         | 26.63 | Q  |
| 5. | 3 | Matuesz Wysoczynkski           | Lengyelország      | 26.80 | Q  |
| 6. | 2 | Abbas Raad                     | Libanon            | 28.76 |    |
| 7. | 7 | Fouad Al Atrash                | Palesztina         | 30.80 |    |
| 8. | 1 | Ammar Ghanim                   | Jemen              | 37.56 |    |

### 2. futam
| H  | P | Név                         | Nemzet     | Idő   | Mj  |
| -- | - | --------------------------- | ---------- | ----- | --- |
| 1. | 3 | Rainer Kai Wee Ng           | Szingapúr  | 26.37 | Q   |
| 2. | 4 | Andrij Kovbasza             | Ukrajna    | 26.48 | Q   |
| 3. | 6 | Pedro Antonio Costa         | Brazília   | 27.04 | Q   |
| 4. | 5 | Hans Hjelm                  | Svédország | 27.23 |     |
| 5. | 2 | Martin Fakla                | Szlovákia  | 27.54 |     |
| 6. | 8 | Heshan Unamboowe            | Srí Lanka  | 27.70 |     |
| 7. | 1 | Ruszlan Bajmanov            | Kazahsztán | 27.94 |     |
|    | 7 | Alan Wladimir Abarca Cortes | Chile      |       | DSQ |

## Döntő
| H     | P | Név                            | Nemzet             | Idő   | Mj |
| ----- | - | ------------------------------ | ------------------ | ----- | -- |
| Arany | 4 | Christian Homer                | Trinidad és Tobago | 26.36 |    |
| Ezüst | 5 | Rainer Kai Wee Ng              | Szingapúr          | 26.45 |    |
| Bronz | 6 | Abdullah Altuwaini             | Kuvait             | 26.46 |    |
| Bronz | 7 | Max Ackermann                  | Ausztrália         | 26.46 |    |
| 5.    | 3 | Andrij Kovbasza                | Ukrajna            | 26.58 |    |
| 6.    | 2 | Alexis Manacas da Silva Santos | Portugália         | 26.86 |    |
| 7.    | 1 | Matuesz Wysoczynski            | Lengyelország      | 26.96 |    |
| 8.    | 8 | Pedro Antonio Costa            | Brazília           | 27.16 |    |

## Fordítás
Ez a szócikk részben vagy egészben  a   Swimming at the 2010 Summer Youth Olympics – Boys' 50 metre backstroke című angol Wikipédia-szócikk fordításán alapul.  Az eredeti cikk szerkesztőit annak laptörténete sorolja fel. Ez a jelzés csupán a megfogalmazás eredetét és a szerzői jogokat jelzi, nem szolgál a cikkben szereplő információk forrásmegjelöléseként.